# Riom
Riom – miejscowość i gmina we Francji, w regionie Owernia-Rodan-Alpy, w departamencie Puy-de-Dôme.
Według danych na rok 1990 gminę zamieszkiwały 18 793 osoby, a gęstość zaludnienia wynosiła 588 osób/km² (wśród 1310 gmin Owernii Riom plasuje się na 8. miejscu pod względem liczby ludności, natomiast pod względem powierzchni na miejscu 184.).

## Współpraca
- Algemesí, Hiszpania
- Viana do Castelo, Portugalia
- Nördlingen, Niemcy
- Adur, Wielka Brytania
- Żywiec, Polska
- Dolisie, Kongo